# Costantino Roncaglia
Costantino Roncaglia (3 novembre 1677, Lucques – 24 février 1737, Lucques) est un théologien italien membre des Clercs réguliers de la Mère de Dieu.

## Biographie
Né à Lucques en 1677, il entre assez jeune chez les Clercs réguliers de la Mère de Dieu, et y achève ses études sous la direction d’habiles maîtres. Ses progrès sont si rapides qu’on lui confie bientôt une chaire de philosophie et de théologie, qu’il occupe plusieurs années avec distinction. Après avoir passé par les places les plus importantes de l’ordre, il est élevé à celle de vicaire général, qui en était la plus éminente. On lui attribue autant de vertu que d’instruction. Il meurt à Lucques le 24 février 1737.

## Œuvres
Malgré la faiblesse de sa santé et les devoirs multipliés de son état, il laisse un grand nombre d’ouvrages qui montrent combien l’étude a d’attrait pour lui. Le plus considérable est un Commentaire sur l’Histoire ecclésiastique du P. Alexandre, qui paraît à Lucques, en 1734, sous le titre de :
- Natalis Alexandri historia ecclesiastica veteris novique Testamenti, notis et animadversionibus aucta et illustrata, opera et studio Constantini Roncaglia, 9 vol. in-fol. Ce travail eut un tel succès que, malgré son étendue, le P. Mansi en donna une seconde édition à Lucques ; et l’ouvrage reparut peu de temps après à Naples et à Paris (Venise), 1740, 18 vol. in-4°.

Ses autres ouvrages sont :
- Alcune conversazioni, esaminate co’ principj della teologia, sans nom d’auteur, Lucques, 1710, in-8° ;
- La famiglia cristiana istruita nelle sue obbligazioni, ibid., 1711, in-8°, et réimprimé à Venise en 1713, in-12 ;
- Istoria delle variazioni delle chiese protestanti, ibid., 1712, in-8° ;
- Effetti della pretesa riforma di Lutero, di Calvino, e del Giansenismo, ibid., 1714, in -8° ;
- Quæsita dogmatica et moralia de SS. Ecclesiæ sacramentis, ibid., 1713. in-fol. ;
- Vita di Leopoldo I, imperatore, ibid., 1718, in-4° ;
- Lezioni sacre intorno alla venuta, costumi e monarchia dell’Anticristo, ibid. 1718, in-8° ;
- Le Moderne conversazioni, volgarmente dette de’ cicisbei, ibid., 1720, in-8°, et réimprimé en 1736 avec beaucoup de changements fait par l’auteur ;
- Universa moralis theologia, ibid., 1730, 2 vol. in-fol. ; et à Venise, 1736. Une notice abrégée de sa vie se trouve en tête de la seconde édition de Lucques, de l’Histoire ecclésiastique du P. Alexandre et dans l’ouvrage de Sarteschi intitulé De scriptoribus congregationis Clericorum regularium, p. 278.